# Eparchie Palghat
De eparchie Palghat (Latijn: Dioecesis Palghatensis) is een Syro-Malabar-katholieke eparchie met als zetel Palakkad (ookwel Palghat genoemd), in India. De eparchie is suffragaan aan de aartseparchie Trichur. 

## Geschiedenis
De eparchie werd opgericht op 27 juni 1974, uit delen van de eparchie Trichur, en was suffragaan aan de aartseparchie Ernakulam. Op 18 mei 1995 wisselde het van kerkprovincie en werd suffragaan aan de nieuw verheven aartseparchie Trichur. 

## Parochies
De eparchie had in 2021 een oppervlakte van 4.480 km2 en telde 2.964.481 inwoners waarvan 2,0% rooms-katholiek was.

## Bisschoppen
- Joseph Irimpen (27 juni 1974 - 1 december 1994)
- Jacob Manathodath (11 november 1996 - 15 januari 2022)
- Peter Kochupurackal (15 januari 2022 - heden; hulpbisschop sinds 15 januari 2020)

## Galerij van afbeeldingen

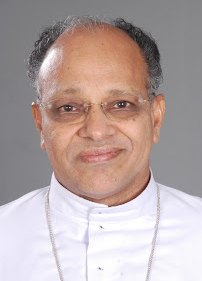
Bisschop Jacob Manathodath (1996-2022)

Trichur (aartseparchie) · Irinjalakuda · Palghat · Ramanathapuram